# Harold Lasswell
Harold Dwight Lasswell (Donnellson, 13 de febrer de 1902 – Nova York, 18 de desembre de 1978) va ser un sociòleg estatunidenc. És considerat un dels pares i pioners de la investigació sobre la comunicació de masses. Es va especialitzar en temes de psicologia política i la seva metodologia ha esdevingut una de les pautes fonamentals dels estudis dels mitjans de comunicació de massa. Va ser president de APSA (American Political Science Association) i de la WAAS (World Academy of Art and Science).
És conegut per la utilització de tècniques contràries al seus temps, les quals més tard van esdevenir estàndards de diferents tradicions intel·lectuals. Algunes de les àrees en les quals va treballar, incloent-hi la importància de la personalitat, de l'estructura social i de la cultura en l'explicació del fenomen polític.

## Biografia
Harold Dwight Lasswell (va néixer a Donnellson, Illinois l'any 1902 i va morir el 18 de desembre de 1978) provenia d'una família de pastors protestants. Va estudiar sociologia a la Universitat de Chicago on va mostrar dotacions especials per la investigació. Als 24 anys va obtenir el títol de doctor amb una tesi sobre la propaganda durant la Primera Guerra Mundial. Acabada la carrera va estudiar a la Londo School of Economics, París, Ginebra i Berlín. Durant la seva formació pren molt influencia de: Dewey, Mead, Freud i Havelock. També se'l considera un dels fundadors de la psicologia política.
Acabada la seva formació, durant l'any 1926 i 1938, es va iniciar com a docent de la Universitat de Chicago com a professor de ciència política. El 1938 es va traslladar a la Universitat Yale on va desenvolupar altres activitats acadèmiques al John Jay Collage de la City University de Nova York i a la Temple University.
Durant el temps de guerra (1939-1945), va ser director d'investigacions sobre comunicació a la Biblioteca del Congrés nord-americà. També va treballar a l'Institute for Propaganda Analysis (1937-1941) editant una revista mensual on es recollien nombrosos treballs d'anàlisi de textos propagandístics del període d'entreguerres mundials.
L'any 1946 va pertànyer a la Comissió Hutchins, que estudiava la llibertat de prensa als Estats Units i desenvolupava una doctrina sobre la responsabilitat social d'aquesta.
Va ser professor de la Fundació Ford i va concloure la seva vida acadèmica al Bramford College del 1970 al 1976.
La seva tesi doctoral Propaganda Technique in the World War va ser publicada a Nova York el 1927. El 1930 va publicar Psychopathoogy and Politics, on aplica conceptes de psicologia clínica a l'estudi dels actors polítics, econòmics i religiosos.
Es va centrar en la investigació aplicada a la propaganda política i la comunicació massiva de la qual provenen la majoria de les seves obres. El 1935 va publicar World Politics and Personal Insecurity i  Propaganda and Promotional Activities. El 1936 Propaganda and Dictatorship; dos anys després Propaganda in the World War, el 1946 Propaganda, Communication and Public Opinión. El 1976 va publicar Propaganda and Communication in World History juntament amb Daniel Lerner i Hans Speier.
Més de 40 obres publicades on entre elles també apareixen les següents: Power and Personality (1948) i Politics: Who Gets What, When, How (1936).
En llengua espanyola també apareixen les següents obres: Análisis comparado de indicadores sociales y políticos (amb altres), FOESA-Euramérica, Madrid, 1968; El futuro de la ciencia política, Tecnos, Madrid, 1971; La política como reparto de influencia, Aguilar, 1974; El estudio de las políticas públicas (con otros), Porrúa, México, 2000.
Al final de la seva vida Lasswell va experimentar amb preguntes relacionades amb astropolítics, les conseqüències polítiques de la colonització d'altres planetes i el “machinehood de la humanitat”.

## Pensament[1]
El seu treball com a publicista es va veure gràcies a l'anàlisi de la propaganda en un període d'entreguerres en el qual el periodisme buscava crear opinió publica.Creia que la propaganda era necessària per a la democràcia per aconseguir mantenir els ciutadans conformes en les decisions polítiques. Es va dedicar a estudiar la relació entre persuasió i comunicació.
Tot i el pas dels anys el “paradigma” de Lasswell ha seguit sent útil i ha conservat les virtuts que en el seu moment va tenir.
Els mitjans de comunicació, segons Lasswell, són un element d'equilibri a la societat i és per això que les tècniques de persuasió permetien crear influència sobre els individus inculcant-los pautes de conducta, actituds i comportaments. Ell destaca la vigilància, la transmissió de valors d'identitat, la cohesió social i el control de l'entorn, entre d'altres, com a funcions de la comunicació.
Creu que la propaganda permet a la persona de poder, fer el que vulgui amb els ciutadans aconseguint així els seus objectius transmeten els valors i ideals que permetin aconseguir objectius de progrés i llibertat.
Segons Lasswell, hi ha quatre funcions en el procés de comunicació social:
1. Vigilància de l'entorn.
2. Relació dels components de la societat.
3. Transmissió del llegat social.
4. Entreteniment.

## Teoria sobre la propaganda durant les guerres mundials
Lasswell considera que cap missatge pot arribar al seu destinatari sense interferències. En la seva teoria defensa que hi ha 3 nivells de conductivitat:
- El primer nivell, la conductància total comporta que el missatge es transmet sense cap mena d'interrupció.
- El segon nivell, la conductància es modifica quan el missatge s'emet, però hi ha menys claredat en el destinatari.
- El tercer nivell, no hi ha conductància, ja que el missatge no passa en absolut al destinatari.

Per demostrar aquesta teoria va utilitzar la propaganda com a suport d'estudi. El 1927, Lasswell publica la Tècnica de la propaganda en la primera guerra mundial amb l'objectiu d'entendre l'impacte i la utilització tècnica de la propaganda per part del govern. Denuncia que la propaganda és difícil d'aconseguir i mantenir i defensa que la que és realment bona pot ser molt eficaç. Utilitzar la propaganda com a element per exemplificar una teoria de la comunicació demostra la influència que pot tenir a la societat i als comportaments dels ciutadans.
Exemple: Una propaganda d'un home muscular bell defensant el seu país podria encoratjar a tots els altres nois del seu grup d'edat a unir-se a l'exèrcit. En el moment en què la propaganda va atraure l'interès dels nens petits; considerant aquest fet una conductància total perquè el missatge sembla estar clar i el comportament dels nens es veu afectat. Malgrat això, per ser eficaç ha de rebre una resposta del receptor o destinatari.
A partir de la Teoria de l'Agulla Hipodèrmica Lasswell va analitzar la influència de la propaganda a la participació massiva dels ciutadans durant la Primera Guerra Mundial.
En aquest context la comunicació s'entén com un procés intencional i que té la finalitat de persuadir. Els emissors envien un missatge o estimul cap a receptors passius. Així és com es va aconseguir una gran adhesió dels ciutadans a uns determinats plans polítics utilitzant la manipulació, l'aïllament, l'individualisme i una comunicació unidireccional.
Durant la Segona Guerra Mundial, Lasswell va esdevenir cap de la Divisió Experimental per a l'Estudi de les comunicacions de la Guerra a la Biblioteca del Congrés. Va analitzar pel·lícules de propaganda nazi per definir els mecanismes de persuasió utilitzats per tal d'assegurar el suport de la població alemanya a Hitler i en conseqüència les seves atrocitats en els temps de guerra.
Gràcies a Lasswell es va avançar en la definició de propaganda i la comprensió del seu objectiu. Els seus estudis d'aquesta van ampliar la visió actual sobre els mitjans i els seus objectius. Es van incloure els conceptes de canvi d'opinions i canvis d'accions.
L'estudi de la propaganda va ser inspirat per la definició de l'Institut per a l'Anàlisi de la propaganda. La definició utilitzada va ser: “La propaganda és l'expressió d'opinions o accions portades a terme deliberadament per persones o grups per tal d'influir en les opinions o accions d'altres individus o grups amb fins predeterminats a través de manipulacions psicològiques”.
Lasswell va emprar i es va apropiar de la metodologia de Sigmund Freud a l'hora d'estudiar la propaganda. Per l'estudi va construir un laboratori a la seva oficina de ciències socials per dur-hi a terme experiments amb voluntaris i estudiants de la Universitat de Chicago.
Així és com Lasswell va ser capaç de mesurar l'estat emocional dels individus participants a partir d'unes paraules. Els estats emocionals els mesurava mitjançant mètodes d'entrevistes i gravacions psicoanalítiques.
Així és com també va fundar el camp de la psicologia política, va crear el concepte de psicologia i el de ciències polítiques analitzant biografies psicoanalítiques dels líders polítics ampliant la base de l'evidència potencial.
Lasswell analitzava el contingut a partir de les dades ja existents, investigava els missatges de les comunicacions per classificar el contingut i poder mesurar diverses variables. Va posar en pràctica l'anàlisi del contingut als missatges que els exèrcits aliats i de l'Eix difonien durant la guerra. Pretenia inferir els efectes dels missatges que s'havien analitzat, malgrat això aquest mètode presentava una debilitat i és que  les dades no podien ser verificades perquè no estaven disponibles realment. Per tant, l'anàlisi del contingut no podia estudiar els efectes de la comunicació. Malgrat aquesta debilitat l'anàlisi del contingut s'ha anat desenvolupant durant els anys com una eina de comunicació utilitzada encara avui en dia.

## Teoria de la comunicació de Lasswell

### Contextualització de la teoria[2]
L'any 1948 amb el model de Lasswell i el model de Shannon es fixa el camp d'estudi de la comunicació com una disciplina científica.
Els models de la comunicació són instruments que permeten descriure la comunicació i establir les àrees d'investigació.

### Model de la teoria de la comunicació de Lasswell

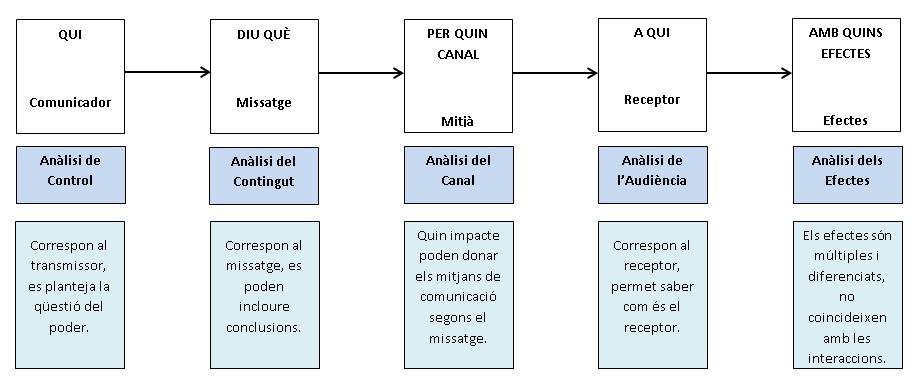
Figura: Diagrama sistemàtic del sistema de comunicació de Lasswell.

El model de Lasswell compleix la funció de model de comunicació, descriu la comunicació i les seves àrees a investigar. Lasswell amb el seu model pretén explicar com funciona el circuit de la comunicació.
Defensa que hi contribueixen diversos actors: el comunicador, el missatge, el mitjà, el receptor i els efectes.
A partir d'aquí realitza el seu model per tal de poder analitzar el circuit de la comunicació. Aquest model es basa en 5 preguntes:
- Qui? → Transmissor o emissor.
- Diu què? → Missatge.
- Per quin canal? →  Mitjans de comunicació.
- A qui? → Audiència o receptor.
- Amb quins efectes? → Efectes

Aquest model permet realitzar una anàlisi sobre el control, el contingut, el mitjà, l'audiència i els efectes de tot el circuit de la comunicació.

## Teoria Política de Lasswell
Lasswell també va desenvolupar una teoria política, basada en els símbols i el poder, fonamentada en el mètode de psicoanàlisi de Sigmund Freud.
Lasswell considera que la política és un aspecte del procés social i que la lluita pel poder es realitza per aconseguir la capacitat d'influir en el comportament dels altres utilitzant sancions o premis basats en valors.
Identifica vuit valors diferenciats:
- Valors dels benestar: benestar físic, la riquesa, les habilitats i el coneixement professional.
- Valors de deferència: l'alimentació, l'afecte, el respecte i la integritat.

Els individus actuen per obtenir aquests valors a més a més del mitjà-valor del poder, un valor de gamma, que permet obtenir altres valors. Per obtenir els valors els individus utilitzen recursos simbòlics (símbols) que tenen un impacte directe sobre les activitats mentals i recursos no simbòlics (béns econòmics i violència) que tenen un impacte directe a la situació de manera material.
Lasswell defineix el concepte de símbol com l'activació i articulació d'un procés mental que explota l'inconscient de la personalitat humana i permet catalitzar l'energia psíquica en objectes.
La teoria ha estat criticada per la falta de profunditat sobre aspectes específics dels símbols. Lasswell no diferencia els recursos simbòlics, mentre que posteriorment se'n van trobar dos tipus diferents. És per això doncs, que aquesta teoria ha estat posada en dubte i criticada per la falta de presició a l'hora d'explicar les característiques específiques dels símbols.
Aquestes crítiques han estat fonamentades per teòrics de l'Escola de Frankfurt que defensen la seva Teoria Crítica. Aquests estaven en contra de totes les ciències exactes, ja que, tots els components provenien de la branca social i humana.

## Aportació al Funcionalisme[4]
Harold Lasswell juntament amb Paul Lazarsfelf van ser uns dels referents alhora de desenvolupar la teoria funcionalista de la comunicació. És una teoria de la comunicació que representa la manera de com els éssers humans es desenvolupen en la seva naturalesa i societat.
La societat manté un ordre sistemàtic que influeix a tots els actors socials, no obstant això, els éssers humans tenen característiques individuals, el seu propi sistema de personalitat.
El sistema social influencia a les persones mitjançant la interacció d'uns amb els altres partint de la cultura establerta, el sistema de valors i creences.
La comunicació dels éssers humans apareix als mitjans exercint una funció i desenvolupant un subsistema compost pel govern i l'economia. La comunicació s'involucra utilitzant els mitjans massius.
Els mitjans de comunicació s'han d'entendre com:
1. Emissors d'informació
2. Intenció d'obtenir un efecte al receptor = persuadir als espectadors
3. Qui diu el què, a través de quin mitjà, a qui…

Els mitjans de comunicació són un subsistema dins del sistema social, i tenen les funcions de donar prestigi, reforçar les normes socials, de disfunció narcotitzant. Per tant, integren, cooperen, ordenen, controlen, estableixen, ajuden a l'adaptació als canvis i promouen la mobilització dels éssers humans. Per això són els responsables de la cohesió social.

## Principals obres
Entre les obres de Harold D. Lasswell, destaquen:
- Propaganda Technique in the World War (1927 - reimprès amb una nova introducció, 1971)
- Psychopathology and Politics (1930)
- World Politics and Personal Insecurity (1935 - reimprès amb una nova introducció, 1965)
- Propaganda and Promotional Activities (1935)
- Politics: Who Gets What, When, How (1936)
- Propaganda and Dictatorship (1936)
- Propaganda in the World War (1938)
- The Garrison State (1941)
- Propaganda, Communication and Public Opinion (1946)
- Power and Personality (1948)
- Propaganda and Communication in World History (1976)